# Александър Е. Александров (футболист, р. 1986)
Вижте пояснителната страница за други личности с името Александър Александров.
Александър Емилов Александров е български футболист.

## Кариера
Сашо Александров започва футболната си кариера в детско-юношеската школа на Септември (София). На 18 години преминава в Конелиано (Герман), където остава два сезона, играейки в Б група. През 2006 г. е привлечен в Миньор (Перник).
След това играе един сезон и в Локомотив (Стара Загора), преди през 2008 г. да бъде взет от Илиан Илиев в Берое. Там бързо се налага като основен футболист и помага на тима да се завърне в А група. Представя се много силно в елита през есенния дял на сезон 2009/10.
През януари 2010 г. Александров е закупен от Черно море (Варна). На 17 октомври 2010 г. бележи първия си гол в А група. Вкарва победното попадение в 89-ата минута срещу Славия (София) за успеха на „моряците“ с 3:2.

### Инцидент на мача с Левски
На 2 декември 2012 по време на първата футболна среща от турнира за Купата на България, срещу отбора на ПФК Левски (София), Александров, по това време футболист на „Черно море“, реагира бурно срещу главния рефер Стефан Спасов, поради отсъдена срещу него дузпа, като умишлено блъска рефера. Вследствие на „бодичека“, Стоянов се озовава на земята а след като се изправя показва директен червен картон на Александров. За провинението си е наказан с 6 срещи от дисциплинарната комисия на БФС.

### Сравнения с Дани Алвеш
По време на престоя си в Левски, Сашо Александров получава прякора „Сашо Алвеша“ от сините привърженици. Причината е в приликата във външния вид с футболиста на Ювентус Дани Алвеш, който също играе като десен бек.